# Lemoine (francuski gimnastyk)
Lemoine – francuski gimnastyk, olimpijczyk.
Lemoine wziął udział w Igrzyskach Olimpijskich w Paryżu w 1900 r. Wystartował w jedynej rozegranej konkurencji gimnastycznej – wieloboju. Zawody odbyły się w dniach 29–30 lipca 1900 r. Lemoine uzyskał wynik 187 punktów (na 320 możliwych) i zajął 115. miejsce na 133 zawodników, którzy ukończyli konkurencję.